# PlaceMatch
PlaceMatch is een quiz op zeven Nederlandse regionale televisiezenders gepresenteerd door Pim Veth. Op 31 december 2007 stopde de quiz na een seizoen.
Pp 4 december 2007 maakte RTV Oost bekend te stoppen met PlaceMatch, bij dit persbericht werd vermeld dat de overige zes zenders ook gingen stoppen met de quiz. Wat er gebeurt met het programma Ik op TV is nog onbekend.

## Spelverloop
In deze quiz spelen zeven personen uit verschillende regio's (Overijssel, Utrecht, Noord-Holland, West, Rijnmond, Noord-Brabant en Limburg) tegen elkaar. Hierbij kunnen ze geld verdienen voor een goed doel dat is aangesloten bij het Oranje Fonds.

### Ronde 1
De computer (Randomizer) kiest uit zeven kandidaten, die in een ring staan, een MatchMaker, de kandidaat die direct geld voor zijn goede doel bij elkaar speelt.
De MatchMaker kiest voor de eerste keer twee regio's met bijbehorende vragen uit, waaruit hij een keuze maakt. Nadat de inzet van de speler ook bekend wordt gemaakt (minimaal 100, maximaal 500 euro), stelt de presentator de gekozen vraag met twee mogelijke antwoorden, die door de uitdagers binnen zes seconden beantwoord moet worden.
Daarna kan de MatchMaker zijn antwoord en wordt bekendgemaakt of de kandidaten verschillende antwoorden hebben gegeven, een belangrijke spelregel in PlaceMatch. Dit zijn de mogelijke situaties:
- De MatchMaker geeft een goed antwoord en er is verdeeldheid op de ring.

In dat geval verdient de MatchMaker per afgevallen kandidaat zijn inzet. Voorbeeld: heeft hij 400 euro ingezet en drie kandidaten hebben de vraag fout beantwoord, dan wordt er 3x400=1200 euro verdiend.
- De MatchMaker geeft een goed antwoord en alle kandidaten gaven hetzelfde antwoord.

De MatchMaker blijft in het spel, maar verliest zijn inzet.
- De MatchMaker geeft een fout antwoord en er is verdeeldheid op de ring.

De MatchMaker blijft in het spel, maar verliest eveneens zijn inzet.
- De MatchMaker geeft een fout antwoord en alle kandidaten gaven hetzelfde antwoord.

De MatchMaker wordt teruggestuurd naar de ring en vervangen door een van zijn overgebleven belagers.
Als de MatchMaker geen geld meer overhoudt, dan wordt hij naar huis gestuurd en vervangen door een andere kandidaat uit zijn eigen regio. Dit overkwam Jille (West) op 2 oktober, Tom (Limburg) op 16 oktober, Anneke (Rijnmond) op 22 oktober, Toon (Rijnmond) op 31 oktober en Rob (West) op 2 november.
Ronde 1 gaat door totdat er één uitdager overblijft. Die speelt samen met de MatchMaker de finale.

### Finale
In de finale krijgen de MatchMaker en de laatst overgebleven uitdager om beurten open vragen over hun eigen regio, totdat iemand een vraag verkeerd beantwoord.
Maakt de MatchMaker het eerste slippertje, dan kan hij onherroepelijk weer plaatsnemen in de ring, terwijl zijn uitdager de rol van MatchMaker overneemt.
Geeft de uitdager als eerste een fout antwoord, dan wint de MatchMaker het bij elkaar gespeelde bedrag voor zijn goede doel, dat ter plekke wordt opgeschreven op een bankcheque van het Oranjefonds. De MatchMaker wordt dan vervangen door een nieuwe kandidaat uit zijn eigen regio en het spel begint opnieuw.